# Nunciella kangarooensis
Nunciella kangarooensis is een hooiwagen uit de familie Triaenonychidae.